# サークラ・コローナ・ウニータ
サークラ・コローナ・ウニータ（Sacra corona unita）は、イタリア共和国南部プーリア州を拠点とするマフィア。略称SCU。
その名称はイタリア語で「聖なる王冠の団結」を意味する。ブリンディジ、レッチェ、ターラントの周辺で活動する。イタリア議会の反マフィア委員会によりンドランゲタ、カモッラ、コーサ・ノストラと並んで「マフィア第4勢力」と定義されている。

## 名称の由来
- Sacra（神聖）: 組織に加入する時点で「洗礼」を受けるため。
- Corona（王冠）: ここではロザリオを意味する。構成員一人ひとりが鎖の輪のように結束するため。
- Unita（団結）: たくさんの輪からなる鎖のように団結するため。

## 歴史
組織はイタリア人マフィアでありンドランゲタ幹部のジュゼッペ・ロゴリによりプーリア州トラーニの刑務所で設立された。

## 活動
主にワイン産業やオリーブオイル産業を経済活動の手段（シノギ）にしていたが、武器や麻薬の密売、性風俗店の経営、違法貸金業等も収入源としている。